# Bernard Hamburger
Pour les articles homonymes, voir Hamburger (homonymie).
Bernard Hamburger, né le 31 mars 1940 à Nantes et mort le 26 janvier 1982 à Paris, est un architecte français.

## Biographie
Il est le fils de Jean Hamburger et Annette Haas, et le frère du chanteur Michel Berger et de Françoise Hamburger.
Il enseigna à l'école d'architecture de Nancy dans les années 70. Son apport pour une industrialisation ouverte du bâtiment avait été expérimentée au sein de l'AREA (Atelier de Recherche et d'Étude en Architecture), dans laquelle il travaillait avec Alain Sarfati son fondateur. L'industrialisation ouverte préconisait la mise en œuvre d'une norme dimensionnelle qui aurait permis l'assemblage de modules préfabriqués, issus de constructeurs divers, ouvrant ainsi la possibilité d'une plus grande diversité dans l'expression architecturale des bâtiments. Les prémices de cette approche avaient été expérimentés au sein d'AREA sur le site de la ville nouvelle de Marne la vallée et en particulier dans l'opération des Coteaux de Maubuée qui fut un site d'expérimentation de cette nouvelle démarche.
Il apporta, sans conteste, auprès de Jean-Pierre EPRON sa contribution à la qualité de l'enseignement au sein de l'école d'architecture de Nancy dans cette période.
Bernard Hamburger meurt le 26 janvier 1982, des suites de la sclérose en plaques, à l'âge de 41 ans.

## Réalisations
- Gare d'Évry-Courcouronnes

## Publications
- « Gare (La) centrale d'Evry », Architecture Mouvement Continuité, no 38,‎ 1976, p. 26-31 (présentation en ligne).
- « La gare d'Evry : une structure imaginaire », dans Collectif, Architectures en France modernité post-modernité, Éditions du Centre Pompidou, coll. « Centre création », 1981, 24 x 20 x 1,3 cm (ISBN 978-2858501144, présentation en ligne), p. 136-139.
- L'architecture de la maison, Belgique, Pierre Mardaga ed., 1984, 93 p., ill. ; 25 cm (ISBN 2-87009-195-8, présentation en ligne).